# Ivano Pavlović
Ivano Pavlović (* 19. März 2003 in Makarska) ist ein bosnisch-kroatischer Handballspieler.

## Karriere

### Im Verein
Ivano Pavlović spielte zunächst für HRK Izviđač in Bosnien und Herzegowina. Mit Izviđač gewann er die Meisterschaft und wurde zudem 2023 als bester Spieler der Liga ausgezeichnet. Im Sommer 2024 wechselte er zum amtierenden kroatischen Meister RK Zagreb. Mit Zagreb gewann er 2025 die Meisterschaft und den Pokal.

### In Auswahlmannschaften
Mit der kroatischen Nationalmannschaft nahm er an der Weltmeisterschaft 2025 teil, warf sechs Tore in sieben Partien und gewann die Silbermedaille.